# 水门综合大厦
水门综合大厦（英語：Watergate complex）是一組位於美國华盛顿哥伦比亚特区雾谷，约翰·肯尼迪表演艺术中心旁的綜合建築群。水門綜合大廈佔地10英畝（4.0公頃），由五座大廈組成，包括：
- 水門西（西北維珍尼亞大道2700號），用作合作公寓用途
- 水門酒店暨辦公大樓（西北維珍尼亞大道2650號），用作辦公室及酒店用途
- 水門東（西北維珍尼亞大道2500號），用作合作公寓用途[2]
- 水門南（西北新罕布什爾大道700號），用作合作公寓用途
- 水門辦公大樓（西北新罕布什爾大道600號），用作辦公室用途[3]

水门综合大厦於1963年至1971年間落成，被視為華盛頓最理想的生活空间之一，因此亦有國會議員和行政部門的政治任命官员在水門綜合大廈居住。水门综合大厦自1980年代曾經歷多次易手。1990年代，水門綜合大廈的業權已進行分拆，並由不同的業主持有。
1972年，位於水門酒店暨辦公大樓6樓的民主黨全國委員會發生爆竊案，內部的文件遭到拍攝，電話亦受窃听。對爆竊案的調查發現理查德·尼克松政府的高層官員下令闖入民主黨全國委員會，並打算對外隱瞞。此次爆竊案亦揭發了其他罪案。這一連串案件引發以水门综合大厦命名的水門事件，並導致尼克遜於1974年8月9日辭職。其後，「水門」一詞和「門」字後綴成為了美國以至全世界政治醜聞的代名詞。亦成為新發生的，有轟動效應，能引起公眾強烈關注事件醜聞的代名詞。

## 位置

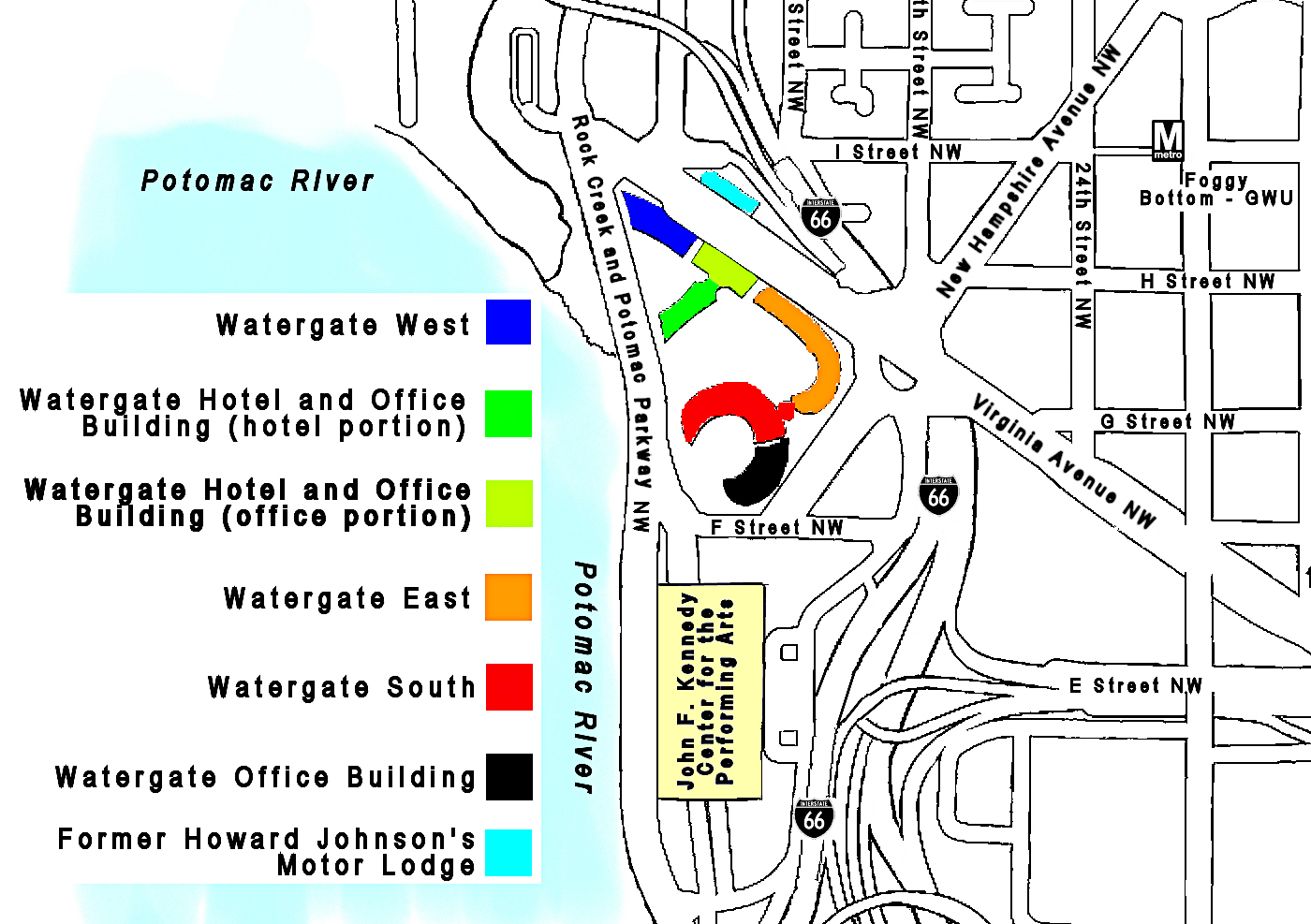
水门综合大厦地圖，可見位處大廈對面的前豪生酒店和鄰近的甘迺迪中心

水門街區位於弗吉尼亚大道北面、新罕布什尔大道東面、F街南面及岩石小河和波托马克大路西面。水門綜合大廈亦位處雾谷波托马克河畔，隔壁為约翰·肯尼迪表演艺术中心及沙特阿拉伯大使館。最接近水门综合大厦的華盛頓地鐵車站為位處大廈0.4英里外的霧谷-喬治華盛頓大學站。

### 歷史
水门综合大厦的所在地原為華盛頓煤氣煤氣廠，以向華盛頓供應用作加热、烹饪和照明的煤氣。煤氣廠於1947年關閉，並在不久後拆卸。
1950年代，世界銀行曾考慮使用水门综合大厦及隔壁的土地（即今甘迺迪中心）作為其國際總部，最終因不明原因未獲採納，並改用H街1818號作為其總部。

## 词源
「水門」一詞與其位置和历史背景有關。

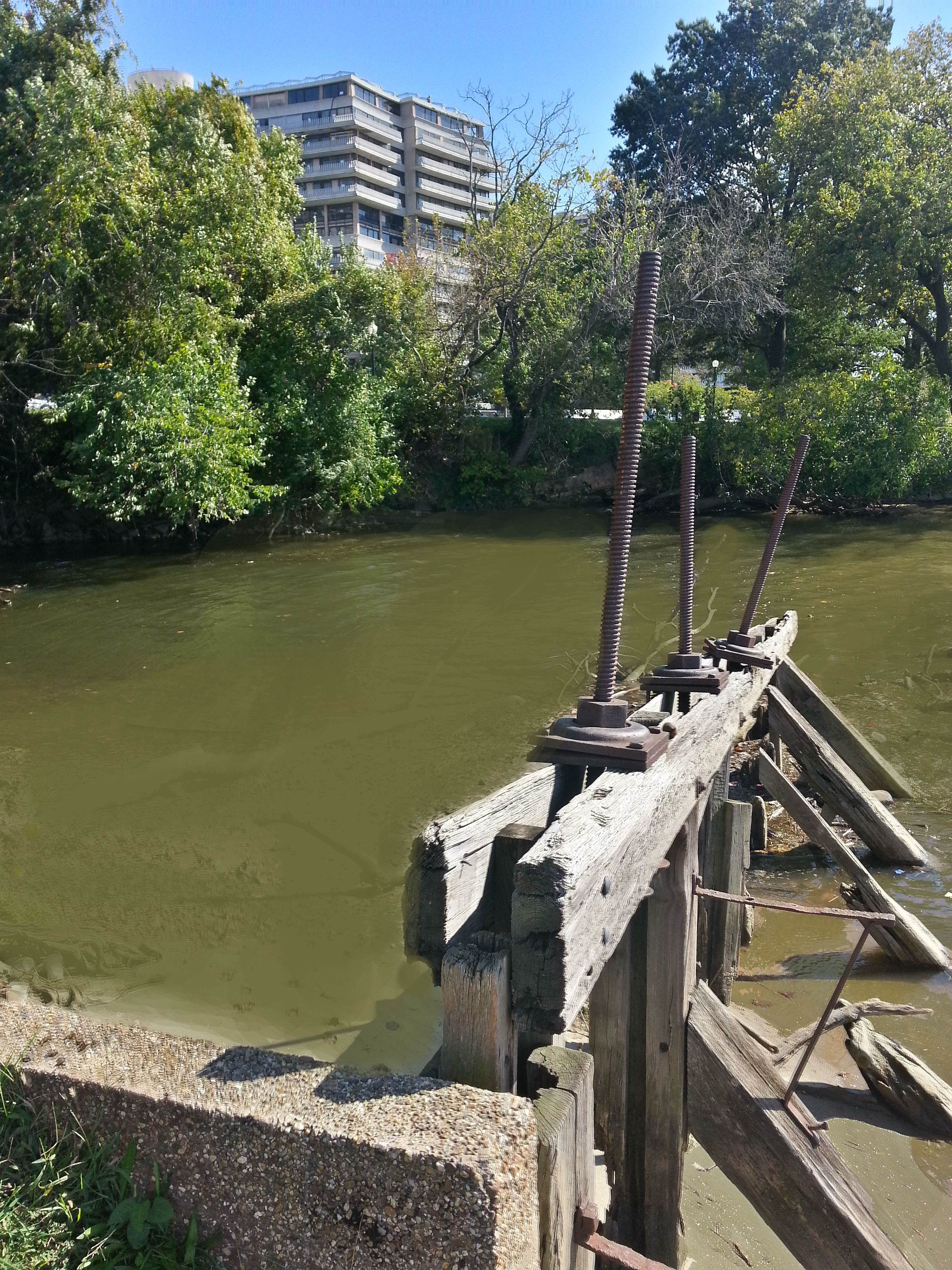
位處切萨皮克和俄亥俄运河0英里里程碑的水門，水门综合大厦在其後面

水門綜合大廈鄰近切萨皮克和俄亥俄运河東邊終點。切萨皮克和俄亥俄运河於1831年至1924年間運作，現為切萨皮克和俄亥俄运河国家历史公园。運河與波托马克河以一道大型木製水門分界。運河公司擁有的土地是1960年水門綜合大廈發展商，總部設於羅馬的通用地產公司購置的10英畝（4.0公頃）土地的一部份。
威廉·诺布尔在其2009年撰寫的著作《審判總統權力：從水門到驚天大陰謀》中表示，水門因為在涨潮時调节自波托马克河的水流流入盆地的「門」而命名。
1942年，一家名為「水門酒店」的餐館亦曾在1942年至1966年間在水門綜合大廈現址營業，此亦為「水門」一名的可能由來。
2004年，《華盛頓郵報》的约翰·凯利認為「水門」一名很大機會以位處林肯紀念堂西面，通往波托马克河的礼仪台阶「水梯」或「水門」命名。這個台阶原打算用作通往華盛頓的礼仪關卡以及供從維珍尼亞州乘搭水上的士抵達華盛頓的政要使用的官方接待区，但它從未用作有關用途。但自1935年起，這個台阶與一個位處波托马克河上的浮動舞台，成為了用作舉辦露天音乐会的場地。台阶可容納12,000人，包圍在草地中，交响乐、军乐队和歌剧團亦曾在該處演出。台阶亦是電影《船屋》和《絳帳海堂春》的拍攝場地。由於受到华盛顿国家机场噴射機升降的噪音影響，台阶於1965年停止用作舉辦音樂會的用途。

## 歷史

### 建築規劃
水门综合大厦的發展商為意大利的通用地產公司。通用地產公司在1960年2月以1,000萬美元從切萨皮克和俄亥俄运河公司購入10英畝（40,000平方）的土地。1960年10月21日，通用地產公司宣佈水门综合大厦的規劃。水门综合大厦由意大利羅馬大學教授路易吉·莫雷蒂擔任總建築師，並由華盛頓康宁、摩爾、埃爾莫和菲舍爾建築師事務所的米爾頓·菲舍爾擔任副建築師。大廈的一樓和二樓設有兩層單位，而上面四層設有私家天台陽台和壁爐。水门综合大厦的設計亦包含了一個大規模的電子保安系統，媒體曾指該電子保安系統「使入侵者更難在無人發現之下進入大廈範圍」。華盛頓著名景觀建築師鮑里斯·V·蒂姆琴科則負責監督大廈範圍的設計，包括超過150個盆裁、可發出如瀑布般聲音的噴泉群、园景天台露台、游泳池和佔地7英畝（28,000平方）的公園，其景觀亦包括用作公寓之間隱私屏障的盆栽。水门综合大厦是華盛頓第一個混合發展項目，而通用地產公司則視水門綜合大廈為商用及住宅項目多於工業項目。通用地產公司亦將水門綜合大廈視為「城中之城」，並提供许多毋須離開大廈均能享用的设施，例如24小時的接待服務、由水門酒店提供的客房服务、健身俱乐部、餐厅、商场、医疗和牙科诊所、杂货店、药店、邮局和酒类专卖店等。水门综合大厦為華盛頓當時最大型的私人重建工程。
原規劃中，水门综合大厦會耗資7,500萬美元興建，並興建6幢16層高的大廈，設有1,400個公寓單位、擁有350間客房的酒店、辦公室、商店、19個豪華联排别墅和3層高、可供1,250部車輛停泊的地下停車場。水門綜合大廈採用弧形結構，以迎合當時打算在水門綜合大廈前面興建的弧形高速公路內圈和原本打算使用弧形設計的甘迺迪中心。雖然甘迺迪中心其後因成本原因改用矩形設計，水門綜合大廈的設計沒有作出變動。此外，水門綜合大廈採用弧形設計使裡面的公寓可飽覽波托馬克河的風景。由於水門綜合大廈採用弧形設計，水門綜合大廈成為首批使用電腦設計的大型建築工程之一。

### 审批争议
由於華盛頓是美國首都，市內的建築物規劃（尤其是位處市中心，鄰近聯邦政府大廈或紀念碑的建築物）必須經歷广泛、复杂和耗时的審批過程。水門綜合大廈的審批過程經歷了五個階段。第一階段考慮整項項目以及其興建的第一幢大廈。而其餘的四個階段則考慮項目的其他四幢建築物。每個階段都需要三個不同的規劃部門審批，包括國家首都規劃委員會、哥伦比亚特区分区委员会和美国美术委员会（擁有波托馬克河畔建築物的審批權，以保持周邊環境的美觀）。
1961年12月，國家首都規劃委員會認為水门综合大厦的16層建築物會遮蔽林肯紀念堂和擬建的國家文化中心（即後來的約翰·甘迺迪表演藝術中心）。當時，華盛頓對商業區以外的大廈實施90英尺（27）的高度限制。為獲得高度豁免，通用地產公司需要在水門綜合大廈內增設零售商店，但其後用作興建水門綜合大廈的地段只獲批准興建公寓大廈。因此，水门综合大厦的規劃申請亦須得到哥伦比亚特区分区委员会的審批。
1962年4月中旬，哥伦比亚特区分区委员会開會審批水門綜合大廈的規劃申請，同時水門綜合大廈的建造成本亦下降至5,000萬美元。由於哥倫比亞特區缺乏地方自治權，哥伦比亚特区分区委员会與聯邦政府協調前不敢妄動。此外，很多公民领袖、 建筑师、實業家和城市規劃師在哥伦比亚特区分区委员会審批前反對計劃，認為水門綜合大廈過高，面積亦過大。同月下旬，哥伦比亚特区分区委员会宣佈延遲審批決定。美術委員會亦認為計劃應預留部份土地作公共空間，並反對擬建大廈的高度，以至其現代主義設計。哥伦比亚特区分区委员会會議後三天，美国美术委员会宣佈暫緩水門綜合大廈的規劃申請，直至其關注問題得到解決為止。為減低反對興建大廈一方的阻力，通用地產公司高層與美国美术委员会委員在1962年4月會面，為大廈的設計辯護。通用地產公司亦將水門綜合大廈的層數由原來的16層減少至14層。1962年5月，國家首都規劃委員會重新審閱水門綜合大廈的規劃。而規劃亦經歷多次修訂，使成本回升至6,500萬美元，但興建的聯排別墅減少至17個。國家首都規劃委員會其後批准修訂後的規劃申請。
國家首都規劃委員會批准規劃申請後，通用地產公司表示除非其基本弧形設計獲接納，它沒有興趣發展不雅观的遺棄商業用地，它亦在1962年5月下旬以華盛頓的建筑遗产和現代建築的美觀遊說哥伦比亚特区分区委员会委員。通用地產公司亦遊說美国美术委员会。與此同時，白宮職員得悉约翰·肯尼迪政府要求綜合大廈的高度降至90英尺（27）。而白宮三名主要職員，包括總統特別助理小亞瑟·史列辛格、美術特別助理阿格斯特·赫克歇爾三世和肯尼迪家族的朋友威廉·沃尔顿均反對規劃申請。三名職員向甘迺迪告知此事，但不知道作出高度限制的決定和使之告知公眾的人是誰。白宮的公佈使很多聯邦和城市規劃員愕然和感到冒犯，認為總統干涉他們的活動。
1962年5月17日，通用地產公司首席建築師加博爾·阿克斯和水門首席設計師路易吉·莫雷蒂前赴紐約市與美国美术委员会委員進行為時3小時的會晤。通用地產公司同意將綜合大廈內的其中三幢大廈的層數降至13層（112呎），而其餘大廈的高度則增至130英尺（40）。通用地產公司亦同意將水門綜合大廈的面積由原109.1萬平方呎縮減至1,730,000平方英尺（161,000平方）和重置一些建築物以增設更多開放空間。美国美术委员会在5月28日批准修訂後的規劃申請，白宮亦撤回其反對，而哥伦比亚特区分区委员会亦在7月13日批准規劃申請。最終修訂計劃將綜合大廈內其中一幢大廈一分為二，使大廈的數目由4幢增至5幢。莫雷蒂其後表示他可能會降低大廈的高度，並認為審批過程比較順利。建築工程預計在1963年春天開始，歷時五年。
水門綜合大廈的規劃面對最後阻力。美國政教分離聯會展開全國連署反對計劃，認為如果羅馬天主教會不是通用地產公司的主要投資方，水門綜合大廈就不應該有分區豁免。1962年11月中旬，超過2,000封反對信送到國會，另有1,500封送到白宮。但聯會叫停建築工程的舉動失敗，建築工程繼續進行。
1962年下半年，水門綜合大廈獲撥款4,400萬美元興建，其興建許可亦在1963年5月獲批。首幢興建的大廈水門東的興建工程於1963年8月展開，由馬己仙兄弟建築公司負責建築工程。水門東於1963年8月奠基，並在1964年5月完成大型鑽挖工程。
1963年10月，美國美術委員會以水門綜合大廈前的公路起計會超過高度限制為由，決定複核水門綜合大廈的規劃申請。但通用地產公司高層表示法律規定建築師須從建築物的最高點量度建築物的高度，認為根據該高度，大廈符合1962年5月達成的協議。1963年1月10日，通用地產公司和美國美術委員會同意水門綜合大廈的高度不應比水平面高140英尺（43）以上（即比鄰近的林肯紀念堂矮10英寸），並興建少於300個公寓單位以減低人口拥挤。與此同時亦取消興建聯排別墅的計劃，以騰出更多開放空間。但是，水門綜合大廈內的豪华顶层公寓如位處建築物的邊緣，其高度限制則可增至140英尺（43），而14樓的建設工程亦擱置。建築計劃修訂後，扣除水暖、电力和装饰費，水門東的建設費用降低至12,184,376美元。

### 建築工程
建築工程繼續進行。首幢興建，佔地110英尺（34）的水門東的地基和地庫興建工程於1964年9月完成，並在10月開始鋼筋混凝土結構工程。1964年9月，水門綜合大廈的發展商與华盛顿煤气灯公司簽訂協議，由华盛顿煤气灯公司供應水門綜合大廈的暖气和空调。水門東於1965年5月落成，一個月後其示範單位亦開放給公眾參觀。水門東於1965年10月23日開幕，其首批租戶在幾天後遷入。最便宜的效率型單位的房價為17,000美元，而最昂貴顶层公寓的房價則超過250,000美元，而大多單位均在1967年4月售罄。水門東每個公寓平均設有2個臥室、2.5個浴室、1個飯廳和1個廚房，而公寓的平均房價為60,000美元。地下停車場的停車位價格則為每個3,000美元。租戶在1966年4月8日取得大廈的業權。同年11月，西夫韋超級市場、人民藥品（今CVS藥局）、美容院、理发店、銀行、麵包店、酒品店、花店、干洗店、郵政局、高档商店和高档餐厅亦在進駐水門東地下的零售空間。河景地产則成為水門綜合大廈的租務代理。
第二幢興建的水門酒店暨辦公大樓的建造工程於1965年2月展開，並於1967年3月30日開幕，而水門酒店亦在同一天迎來其首批住客。水門酒店暨辦公大樓樓高12層，其中酒店部份設有213間客房，而辦公大樓部份則設有佔地200,000平方英尺（19,000平方）的辦公室空間。酒店和辦公大樓兩部份以列柱分隔。水門酒店暨辦公大樓設有健身房、地下商店、餐廳和設於頂層的罗马式阳台。同年4月，民主黨全國委員會租用辦公室空間作辦事處用途。
第三幢興建的水門南於1968年6月開幕，設有260個住宅單位，比水門綜合大廈內其他大廈多。
第四幢興建的水門西的建造工程於1967年7月展開。水門西的公寓單位的垮價徘徊在30,000至140,000美元之間，在1967年10月水門西仍未建成時已經開始，顯示大廈受華盛頓市民的歡迎。水門西於1968年8月16日平頂，而興建成本亦上升至7,000萬美元。建築工程於1969年完成。

### 第五幢大廈
第五幢以及最後一幢興建的大廈水門辦公大樓引發爭議。其原高度為140英尺（43），原設計的高層設有更多空間和投射更多光線。但在1965年6月，由於甘迺迪中心的挖掘和清理工程展開，倡導興建甘迺迪中心的人士開始提倡降低水門辦公大樓的高度。甘迺迪中心的总法律顾问向美國美術委員會提出水門辦公大樓會損害甘迺迪中心及其周邊公園的美觀。水門綜合大廈一方的律師回應指水門辦公大樓會維持協議中提出的140英尺（43）高度。
由於爭議歷時兩年仍未解決，使原計劃在1967年秋季開始的水門辦公大樓建設工程被迫押後。水門綜合大廈居民，如聯邦參議員韦恩·莫尔斯向美國美術委員會、哥倫比亞特區分區委員會和國家首都規劃委員會遊說，迫使通用地產公司同意甘迺迪中心的建議。同年11月，美國美術委員會重申其對水門辨公大樓規劃申請的批准。當哥倫比亞特區分區委員會亦打算批准水門辨公大樓的規劃申請時，甘迺迪中心認為哥倫比亞特區分區委員會對爭議沒有司法管轄權。哥倫比亞特區分區委員會不同意，並重申對其有司法管轄權。甘迺迪中心其後認為哥倫比亞特區分區委員會沒有充分考慮其反對，認為應該押後審批程序，並等候進一步的聆訊。哥倫比亞特區的法律顧問不同意有關看法，哥倫比亞特區分區委員會因此繼續審批水門辦公大樓的規劃申請。水門辦公大樓的規劃申請在1967年11月30日獲哥倫比亞特區分區委員會批准。
雖然通用地產公司看來會勝出就水門辦公大樓所提出的法律訴訟，華盛頓的城市規範師打算協助雙方調解，並在1967年12月7日分別對雙方提出三份調解建議。1968年4月22日，通用地產公司將水門辦公大樓遷至水門綜合大廈的西南方，使水門綜合大廈和甘迺迪中心可享有更多空間。雖然甘迺迪中心接受建議，它仍然要求水門辦公大樓需包括公寓單位，而非完全作辦公室用途，以維持該區域的住宅用途。其後，雙方衝突延伸至國家首都規劃委員會。1968年6月，國家首都規劃委員會召開聆訊，150名水門綜合大廈居民與通用地產公司就水門辦公大樓的用途爭辯。1968年8月8日，通用地產公司和甘迺迪中心達成協議，同意佔地1,700,000平方英尺（160,000平方）的水門辦公大樓裡，只有25%用作辦公室用途，其餘則成為公寓單位。國家首都規劃委員會於1968年11月複核水門辦公大樓的規劃，而哥倫比亞特區分區委員會亦在五週後複核，並限制水門辦公大樓只供非營利組織及專業人士租用。
水門辦公大樓於1971年1月落成，其首位租客是公路安全保險協會，於1971年2月遷入，而其首位主要租客為人力評估和發展協會，為8樓全層的租戶。1972年10月，一些高檔時裝店、珠寶店和餐廳亦開始在名為「香榭丽舍」的零售空間營業。
水門辦公大樓的總成本為7,800萬美元。

### 評價

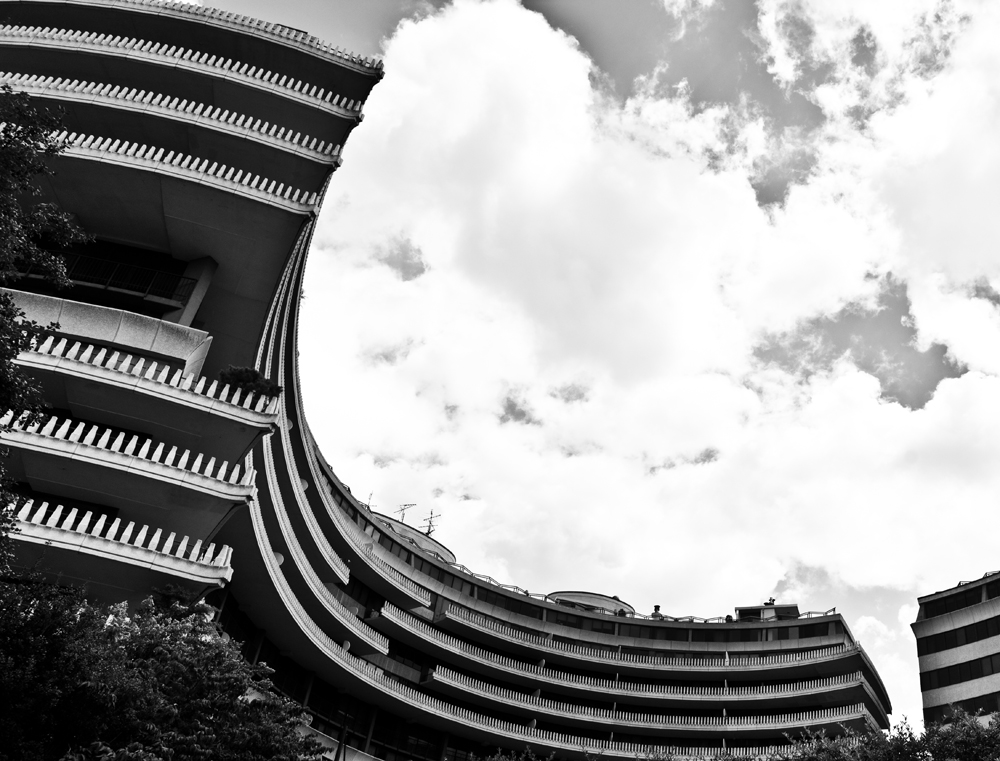
水門綜合大廈的建築特色

水門綜台大廈最初反應負面，但其後成為華盛頓現代建築的典範之一。在水門綜合大廈的模型在1961年曝光時，評論員指水門綜合大廈「會摧毀河濱」。另有評論批評它「不合格」，並形容它為「波托马克河的开胃小菜」。除此以外，很多人亦覺得水門綜合大廈阻擋了波托馬克河的景觀、遮蔽了附近的紀念碑和佔用太多公眾空間。部份市民甚至認為水門綜合大廈的興建工程是不合格的。建築評論家認為水門綜合大廈「笨重」。
但《華盛頓星報》卻是水門綜合計劃的早期支持者。該報在1962年5月的一篇社論指：「所謂的『弧形』設計與華盛頓大部份商用建築迥異，但我們認為水門綜合大廈給予了公眾開放的空間和如花園般的周邊環境，以及提供了一個華盛頓最好的住房，因此它將會成為一個與別不同的資產。」弧形設計其後亦獲讚賞。一本知名的城市建築指南在2006年時表示水門為華盛頓「四四方方的樣子」帶來「歡迎的流質」。1965年水門東開幕時，《華盛頓郵報》形容水門綜合大廈华丽和令人回味意大利设计的最佳。《紐約時報》則形容水門綜合大廈設計得「彻底」，並讚揚每幢大廈對著波托馬克河、維珍尼亞天際線和紀念碑的景色。很多居民其後亦指弧形設計使他們想起一艘优雅的船。

### 水門二期
1970年，水門綜合大廈差不多建成之際，通用地產公司提議在原水門綜合大廈對岸的維珍尼亞州亚历山德里亚興建「水門二期」公寓、酒店及辦公大樓。雖然該規劃獲得亚历山德里亚政府官員和商人支持，亚历山德里亚居民卻強烈反對有關規劃。有關規劃其後因居民抗議及擬建地的土地糾紛而暫緩兩年興建。
水門二期的規劃其後因地标商场附近需興建更大型建築工程而受到擱置。

## 各幢大廈

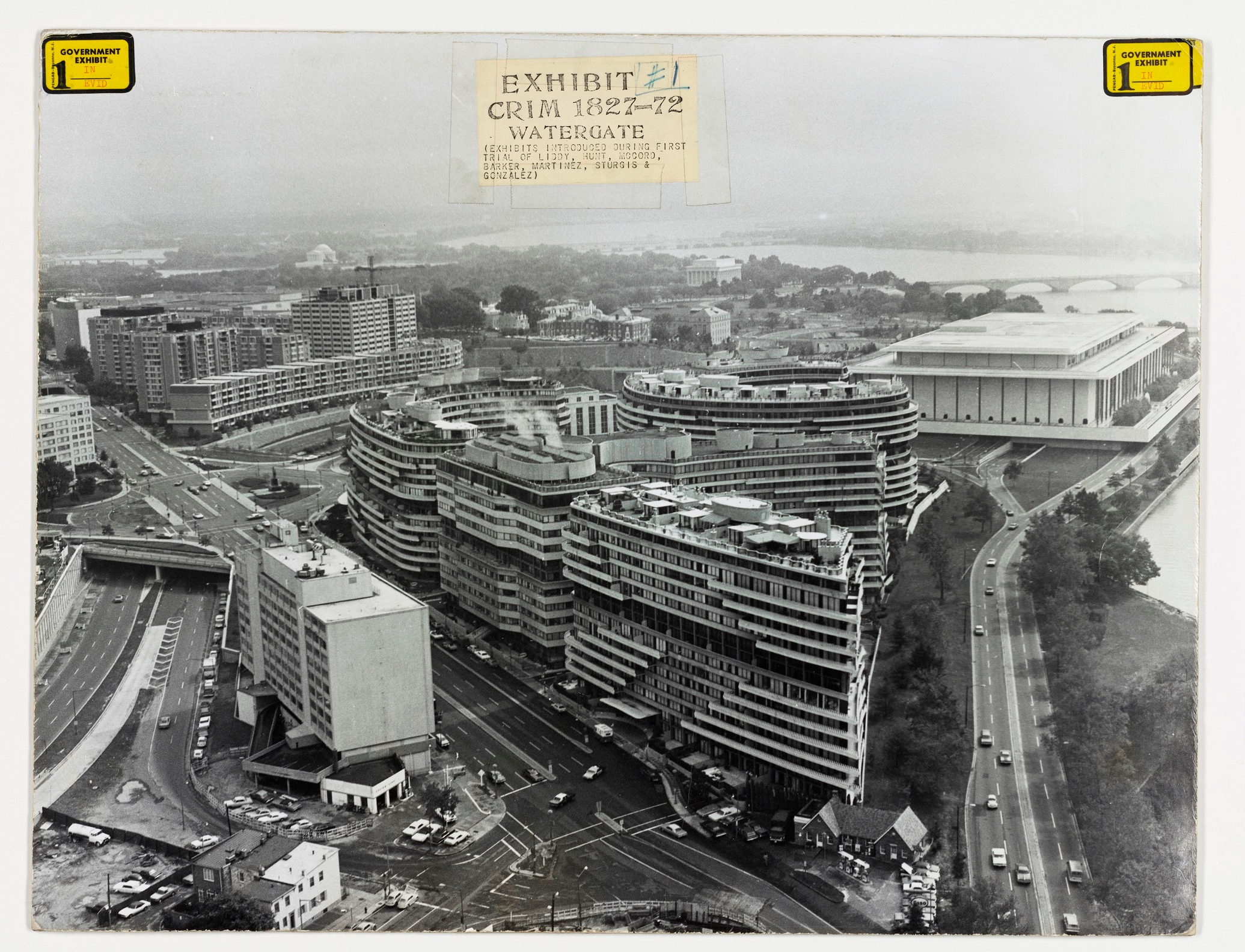
水門綜合大廈，约翰·肯尼迪表演艺术中心在其後面。左邊為豪生酒店，在1972年水門綜合大廈爆竊案時用作監視闖入及竊聽

水門綜合大廈曾由通用地產公司的子公司水門改進公司擁有。1969年，羅馬天主教會賣出其在通用地產公司的股權，它亦不再是水門綜合大廈的部份所有者。雖然水門綜合大廈是華盛頓最具吸引力的住宅之一，但自1970年起，居民和商戶開始投訴其不合格的施工，包括天台滲漏和管道和接线設計差劣等。
三幢水門公寓大廈共設有600個住宅單位。知名的住客包括艾尔弗雷德·S·布卢明代尔、陳香梅、鲍勃·多尔和伊丽莎白·多尔（居於水門南）、普拉西多·多明哥、鲁思·巴德·金斯伯格（居於水門南）、艾伦·格林斯潘、莫尼卡·莱文斯基（曾短暫居於其母親位於水門綜合大廈的公寓）、參議員拉塞尔·朗、克莱尔·布思·鲁斯（1983年遷入）、罗伯特·麦克纳马拉、约翰·N·米切尔和玛莎·贝尔·米切尔、保羅·奧尼爾、康多莉扎·赖斯、姆斯蒂斯拉夫·列奥波尔多维奇·罗斯特罗波维奇、莫里斯·施坦斯、本·斯坦、赫伯特·斯坦、约翰·华纳和伊丽莎白·泰勒（婚姻期間）、卡斯帕·温伯格、查尔斯·Z·威克和露絲·瑪麗·伍茲等。自水門綜合大廈開幕起，它亦在國會議員和高級行政官員間成名。很多尼克松政府要員均居於水門綜合大廈，並引發華盛頓的報章評論，稱其為「共和党巴士底」。水門綜合大廈其後由於大量朗奴·列根政府的官員遷入而復興起來，並因此有了「白宮西」的稱號。
水門綜合大廈於1970年代易手，而每幢大廈亦在1990年代至2000年代分別易手。但是，嚴厲的租務協議仍在公寓大廈居民之間保留。例如在水門南，業主在買入後一年內不能租出他們的單位，亦不能租給同一個租客超過2年。1977年，曾出資興建水門綜合大廈的尼古拉斯·萨尔戈與大陆伊利诺伊地产以4,900萬美元合資從通用地產公司購入業權。兩年後，大陆伊利诺伊地产將其業權轉售給英國国家煤炭委员会养老保险基金。萨尔戈亦在1986年轉售其業權。1989年，国家煤炭委员会养老保险基金決定出售水門綜合大廈，並估計水門綜合大廈的市值達到7,000萬至1億美元。部份大廈其後亦在1990年代轉售。1991年，水門綜合大廈的市值達2.78億美元。效率型單位在當年的售價為95,000美元，而頂層公寓的售價更達100萬美元或以上。部份大廈在2000年代初亦轉售出去。2005年，水門綜合大廈的零售空間亦對外出售。
水門綜合大廈建成40週年時，曾進行小型重建工程。水門綜合大廈於2005年10月21日列入《國家史蹟名錄》。

### 水門東
水門東是水門綜合大廈第二著名的大廈。它在1966年落成時曾成為華盛頓最熱門的住宅。
水門東建設時引發的問題在住戶遷入後變得明顯。其天台曾在1968年出現滲漏。1968年10月，《華盛頓郵報》報道引述通用地產公司指出除非居民撤回對水門辦公大樓建設申請的反對，否則不會修補水門東的天台。1970年，水門東的問題使媒體開始稱水門東為「波托馬克河的鐵達尼號」，而其居民亦在1971年對通用地產公司提出訴訟，以迫使他們修復水門東的結構問題。1970年2月，水門東居民再度提出訴訟，要求限制他們擁有的地下停車場只允許他們進入，並阻止通用地產公司出售居民的停車位。通用地產公司其後以「惡意為難」為由入稟向居民反申索400萬美元。5年後，通用地產公司向居民賠償600,000美元，以平息事件。
1970年，水門東亦成為一個主要的抗議場地。芝加哥七人案審判前一週，政治活動家開始策劃和號召在時任司法部長约翰·N·米切尔位於水門東的住所外抗議。一如所料，其判決書於1970年2月18日下達，所有被告的合謀罪不成立，但其中五人的煽动暴乱罪成立。當晚，超過200人在華盛頓的一神普救會全魂堂集會，準備翌日的遊行。2月19日，過百名示威者在水門東前集會，企圖進入大廈。數百名警察來到水門東阻止示威，並與示威者發生武力衝突。警方要求示威者投降，並釋放催淚氣體以驅散示威者。超過145名示威者被捕。雖然第二場遊行預計在翌日舉行，但最終沒有舉辦，警員亦改在水門東的糕点店喝咖啡和享用餅乾。
水門東的租戶在2000年後融資購入水門東的土地所有權。

### 水門酒店暨辦公大樓

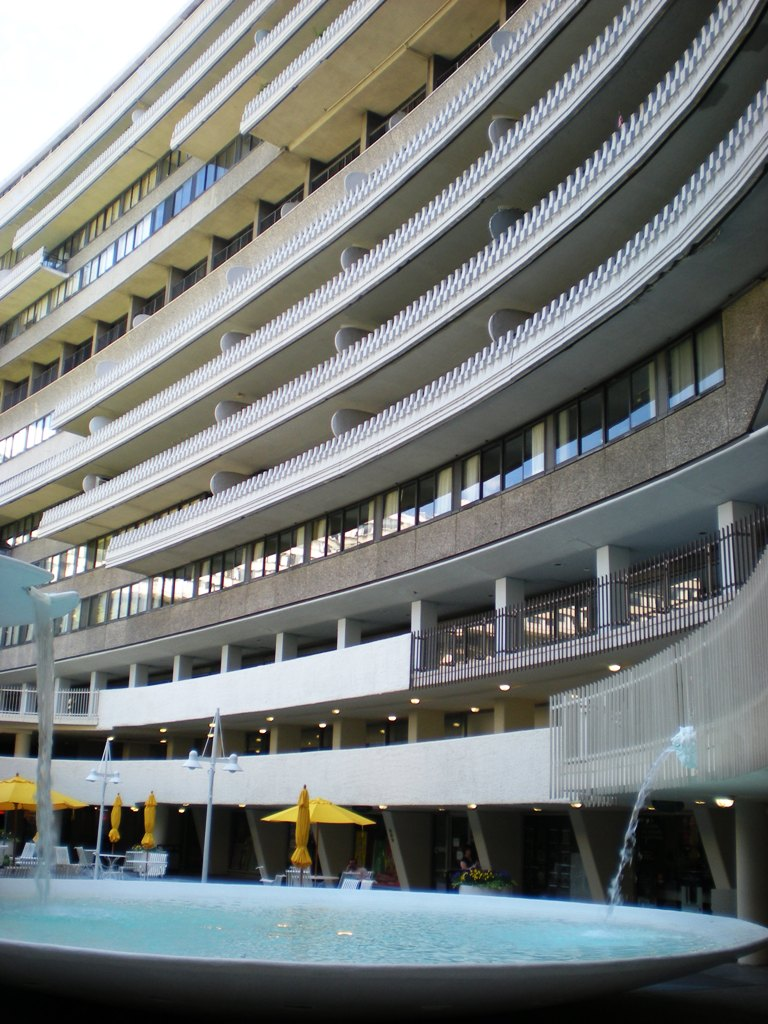
在内部庭院和游泳池眺望水門酒店暨辦公大樓

水門酒店暨辦公大樓為5幢大廈之中最著名的一幢。

#### 水門酒店
水門酒店的管理權和業主曾在1980年代中期易手數次。1986年，卡納德郵輪取得酒店的管理權，並進行装饰和翻新工程。1990年，英國國家煤炭委員會養老保險基金決定以4,800萬美元出售水門酒店給一家英日合資的財團。其後，黑石集團的房地產子公司黑石房地产顾问在1998年以3,900萬美元購入酒店。1990年代末至2000年代初，水門酒店由瑞士酒店管理，但與其他類似面積、位置及價錢的瑞士酒店比較，其管理表現較為遜色。让-路易·帕拉丹位處水門酒店的同名餐廳於1996年結業。酒店在2000年曾進行翻新工程。瑞士酒店其後由莱佛士酒店及度假村收購，而其管理合約亦於2002年5月結束。擁有水門酒店的黑石集團開始自行管理酒店，並在2002年秋季將酒店以5,000萬至6,800美元的價格出售。2004年，纪念碑地产以4,500萬美元購入水門酒店，並打算將之改建為豪華合作公寓。但很多居於水門綜合大廈其他大廈的居民（部份持有酒店25%業權）認為酒店提高该地区的宜居性，並入稟法院挑戰紀念碑地產的決定。酒店於2007年8月1日關閉進行耗資1.7億美元的裝修工程，並將酒店內每個房間的面積將會增加一倍至650平方英尺（60平方）。但其後裝修工程並沒有進行，大廈亦因而空置，僅維持每個月100,000至150,000美元的保安、供热、电費、水費和其他費用。纪念碑地产的財政夥伴雷曼兄弟在2008年破產，紀念碑地產亦因此被迫出售酒店。由於沒有其他買家，黑石集團重奪酒店的業權。
黑石集團將水門酒店轉讓給其子公司特里澤克地產。特里澤克地產沒有為酒店繳交2008年價值250,000美元的物業稅，並估計耗用1億美元使在2007年擱置裝修計劃的水門酒店可以重新用作住宿用途。酒店在2009年5月重投市場，但沒有買家對水門酒店表示興趣。酒店其後在2009年7月21日以底價100萬美元的價格拍賣，但仍然無人問津。而持有酒店4,000萬美元按揭的德国邮政银行在此時取得業權。德国邮政银行之後再將水門酒店出售，纪念碑地产於2009年10月提交標書，並擊敗發展商罗伯特·霍兰和杜拜卓美亞奢華酒店集團重奪酒店的業權，但由於纪念碑地产融資失敗，交易在同年11月告吹。歐羅資本地產在2010年5月以4,500萬美元購入水門酒店，並計劃在其後兩年重建。
歐羅資本在2013年1月宣佈耗資8,500萬美元翻新，為期1年。歐羅資本希望新建六個「夏季花園」，並可能在那裡題供酒類飲品。該計劃需得到咨询邻里委员会的同意。咨询邻里委员会表示除非歐羅資本與水門綜合大廈的租戶達成協議，否則會就申請提出異議。一年後，歐羅資本表示由BBGM建築公司帶領的設計團隊已完成水門酒店的規劃。規劃中，房間數目會由原本251間增至348間，與此同時亦移動大堂的位置，並增設酒吧、休息室、設有戶外座位的餐廳和設有小型水性特徵的天台酒吧。歐羅資本亦表示它會尋找一家酒店管理公司去延續水門酒店的獨立營運。內部建設工程預計在2014年3月開始。
歐羅資本在2014年5月取得建造許可，進行耗資1億美元的裝修工程。BBGM的建築師巴赫拉姆·卡馬利指裝修工程將全面更換電子、暖通空調、機械和清水及污水管道系統，亦會增加兩家餐廳、升級宴会厅及增加新的水疗和健身区。酒店原有面積較同業小的會議空間亦會稍微增加至7,000平方英尺（650平方）。水門酒店的高層表示新的天台酒吧可容納350人，而內部的結構調整會增加約100間房間。卡馬利表示內部會呈現其優質、昂贵的石膏、石头和木材饰面，但外部的标志性纹理混凝土阳台會保留並作出維修、重新粉刷和增加窗戶的工程。格魯恩萊建築會監督所有裝修工程。以色列藝術家和室內設計師羅恩·阿拉德設計所有金属雕塑和其他位處酒店酒吧、大堂和內部結構的裝飾。
2014年11月，歐羅資本表示裝修的成本達1.25億美元。設有336間房間的水門酒店在關閉9年後，於2016年重開。

#### 辦公大樓
水門酒店暨辦公大樓的辦公大樓部份佔地198,000平方英尺（18,400平方）。
1972年，民主黨全國委員會總部租用水門酒店暨辦公大樓辦公大樓部份6樓全層。民主黨全國委員會在1967年水門酒店暨辦公大樓開幕開始便在那兒開設辦公室。1972年5月28日，一群為尼克遜連任團隊工作的窃贼竊聽民主黨全國委員會主席辦公室的電話，並在該處進行偷拍。而該次竊聽則在窃贼位處西北維珍尼亞大道2601號豪生酒店419室和723室的房間監督。1972年6月17日，民主黨全國委員會發生第二宗爆竊案，以重置壞掉的電話線和採集更多資料。該次爆竊案導致5人被捕，亦因而引發水門事件。水門酒店暨辦公大樓辦公大樓部份6樓設有一塊牌匾，紀念該次闖入事件。
該次闖入案並非水門綜合大廈首次有人闖入，但首宗闖入案與民主黨全國委員會總部爆竊案有關連。水門綜合大廈的住宅單位曾在1969年發生首宗闖入案。該住宅單位的住客為尼克遜的私人秘書露絲·瑪麗·伍茲。窃贼盜取了其珠寶和私人物品。伍茲其後受到指控，稱其從尼克遜位處椭圆形办公室的秘密竊聽系統中刪掉1972年6月20日一段長18分鐘半，被視為水門事件核心證據的錄音。
1993年，英國國家煤炭委員會養老保險基金出售水門酒店暨辦公大樓辦公大樓部份以及其中兩幢水門公寓大廈土地的業權給美國的JBG公司和荷蘭的比弗爾莫地產。1997年，JBG公司和比弗爾莫地產再將水門酒店暨辦公大樓辦公大樓部份賣給黑石集團旗下的特里澤克地產。2005年，特里澤克地產以1億美元的價格將水門酒店暨辦公大樓的辦公大樓部份轉售給由洛杉磯韋布哈家族成員C·弗雷德里克·韋布哈持有的本特利福布斯收购公司。本特利福布斯其後再在2009年3月12日將水門酒店暨辦公大樓的辦公大樓部份出售。20個月後的2011年11月，彭赞斯公司以7,600萬美元購入水門酒店暨辦公大樓的辦公大樓區。
2012年中旬，彭赞斯公司宣佈動用數百萬美元升級水門酒店暨辦公大樓辦公大樓部份的大堂、公共空間和位處維珍尼亞大道的入口。現代化工程於2012年12月完成，而水門酒店暨辦公大樓辦公大樓部份亦在2013年1月重新招租。

### 水門南
其中一個知名的住客為前美国国务卿康多莉扎·赖斯。水門南的居民曾討論類似水門東居民的做法購入土地業權的建議，但由於土地租賃權至2070年才屆滿而變得沒這個必要。

### 水門西
水門東的建築問題及滲漏問題使媒體稱水門西和水門綜合大廈的其他大廈為「波托馬克河的鐵達尼號」。1971年3月2日，水門西居民入稟法院控告通用地產公司，指他們單位的炉子和空调壞掉，窗戶和陽台亦出現滲漏，而且管道亦殘缺。通用地產公司表示問題亦會在其他新建大廈發生，並且已花費300,000美元對有關設施作出維修。
與水門東一樣，水門西的居民亦曾討論購入水門西所在土地業權的事宜，但他們直至2070年土地租賃權屆滿前都不需要這樣做。

### 水門辦公大樓
英國國家煤炭委員會養老保險基金在1990年代初將水門辦公大樓出售給约翰·汉考克共同人寿保险。水門辦公大樓其後在1994年進行裝修工程。《大西洋》雜誌的東主戴维·G·布拉德利於2003年購入水門辦公大樓。